# Atlantis (HSK 2)
Pour les articles homonymes, voir Atlantis et HSK.
L’Atlantis (HSK 2), connu aussi dans la Kriegsmarine comme  Schiff 16 et dans la Royal Navy comme Raider-C, était un Hilfskreuzer, un croiseur auxiliaire allemand durant la Seconde Guerre mondiale.  

Ancien navire de commerce, il avait été transformé en navire de guerre camouflé de la Kriegsmarine en novembre 1939. Il navigua plus de 161 000 km en 602 jours  et coula ou captura 22 navires d'un tonnage total de 144 384 tonnes en Atlantique, dans l'océan Indien et le Pacifique.
L’Atlantis fut coulé le 21 novembre 1941 par le navire britannique HMS Devonshire dans l'Atlantique Sud, mais son équipage put être secouru par un sous-marin allemand.
Le navire corsaire était commandé par le capitaine Bernhard Rogge (1899-1982), qui fut décoré de la Croix de fer avec feuilles de chêne.

## Histoire du navire
Le cargo Goldenfels fut construit aux chantiers Bremer Vulkan en 1937 et était la propriété de la Hansa Line à Brême. Fin 1939, il fut réquisitionné par la Kriegsmarine et transformé en navire de guerre par DeSchiMAG à Brême. Il fut mis en service comme navire corsaire en novembre 1939.
L'Atlantis était un navire de 155 m de long qui déplaçait 7 600 tonnes. Il avait une cheminée unique située au milieu du navire. Son équipage était de 349 hommes (21 officiers et 328 marins enrôlés). Le croiseur avait une fausse cheminée, différents mâts de hauteur variable et un stock de peinture, de toile et différents matériels afin de pouvoir modifier son apparence, jusqu'aux habits de l'équipage et aux drapeaux. L’Atlantis était susceptible de prendre 26 silhouettes différentes.
Le 22 octobre 1940, il prit le cargo yougoslave Durmitor et amena sa prise au port de Warsheik (Somalie italienne). Le 8 novembre 1940, il s’empara du pétrolier norvégien Teddy. Sa plus belle prise fut sans doute le cargo britannique SS Automedon capturé le 11 novembre 1940 dans le Pacifique. Dans le coffre-fort de ce navire, les Allemands mirent la main sur le plan de défense britannique de Singapour, les codes de la marine marchande britannique et l’organigramme des forces armées britanniques en Extrême-Orient, qu'ils communiquèrent aux Japonais, ainsi que sur une cargaison de valeur : avions et automobiles en pièces détachées, whisky, cigarettes, produits médicaux, microscopes...
Le navire relâcha un temps, entre novembre et décembre 1940, aux îles Kerguelen où un de ses marins, le quartier-maître Bernahrd Herrmann, fit une chute mortelle alors qu'il repeignait la cheminée. Il fut enterré sur l'île le 29 décembre,,.
De tels navires corsaires n'attaquaient pas habituellement d'autres navires de guerre mais essayaient plutôt de couler des navires de commerce ennemis comme le faisaient les sous-marins allemands.
L'épopée de l’Atlantis fut portée à l'écran dans le film italo-américain  Sous dix drapeaux (1960)  avec l'acteur Van Heflin dans le rôle de Bernhard Rogge.
Il est coulé le 22 novembre 1941 dans l'Atlantique Sud par le croiseur lourd HMS Devonshire. 300 marins allemands et un prisonnier américain blessé sont sauvés par l'U-126.